# Oxford (tecido)

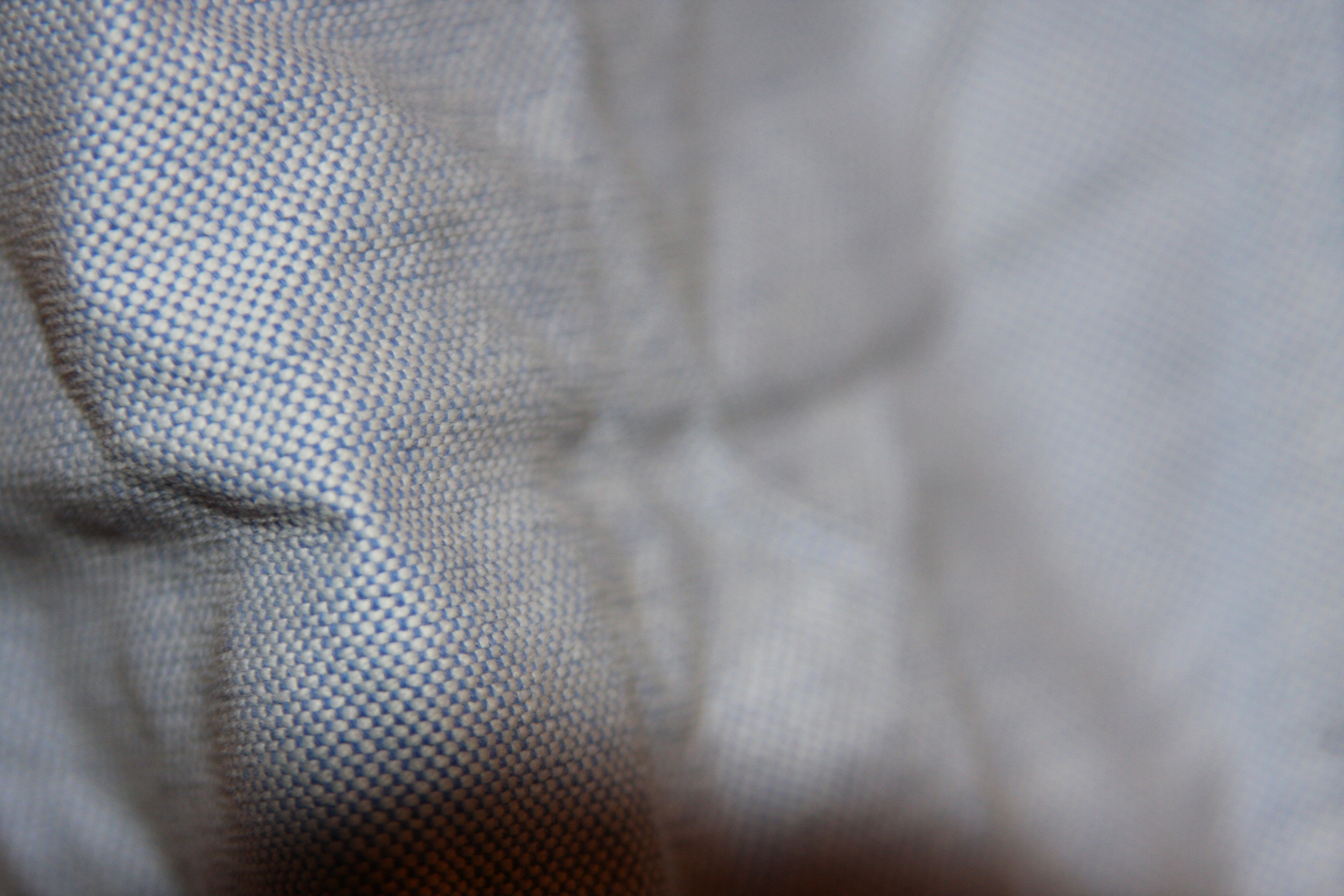
Tecido oxford.

O oxford é um tipo de tecido empregado comumente em camisas. É constituído de fios brancos e coloridos, sendo dois fios finos, de forma suave, entrelaçados com um fio mais grosso na direção do enchimento. Originalmente, trata-se de um tecido de puro algodão; atualmente, entretanto, pode ser composto de uma mescla de algodão e poliéster ou algodão e elastano.
Seu nome é alusivo à cidade inglesa onde se iniciou sua produção para confeccionar a camisa também conhecida como oxford — caracterizada por ter as pontas do colarinho abotoadas à própria camisa.

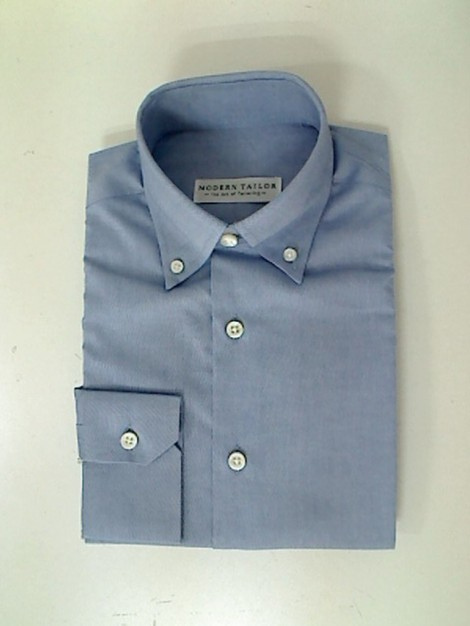
Típica camisa oxford